# 3FM Weekend Request
De 3FM Weekend Request was een radioprogramma van  AVROTROS op NPO 3FM dat iedere vrijdagavond tussen 18:00 en 19:00 uur werd uitgezonden. Het programma kwam in de plaats van het oude radioprogramma Dance Classics Party Request van Corné Klijn. In dit programma werden alleen, zoals de titel al zegt, verzoeknummers gedraaid. Daardoor was dit ook een van de weinige NPO 3FM-programma's zonder echte onderdelen en gaf ook geen prijzen weg, zoals in de andere programma's wel het geval is. Vanaf januari 2015 was Barend van Deelen de vervanger van presentator Bart Arens, die overstapte naar NPO Radio 2. Het programma vond geen doorgang in de nieuwe programmering en op 31 juli 2015 was de laatste uitzending. Het programma werd vervangen door Eva Koreman en Giel Beelen. 
21 Jaar TROS Pop · 3FM BPM: MinistryOfBeats · 3FM Weekend Request · 3voor12Radio · AdreneLine · Altijd de eerste · ...And all that jazz · Andres · Angelique · Angeliques Afternoon · Annemieke Hier · Annemieke Plays · Anoûl · Arbeidsvitaminen · De Avondspits · De avonturen van Mark · Barend · Barend & Benner · Barend en Wijnand · De Bende van Van der Lende · De Boem Boem Disco Show · The Breakfast Club · Claudia d'r op · Club Carter · Curry en Van Inkel · De Dansbar · Dansen met Delsing · Dit is Domien · Domien, Jouw Ochtendshow · ... & dit is Claudia · Ekstra Weekend · Eva · Eva en Giel · Evers staat op · Frank & Eva: Welkom bij de club! · Franks feestje · GIEL · Harm dB · Hein · Herman · Het Betere Werk · Hier! · Jamie · Jan-Paul · Jasper · Joost · Jorien · Kaat tot Laat · Kevin · Lang leve het weekend! · LEX · Lieke · Markplaats · Mark + Rámon · Mega Top 30 · Michiel · Obi · De ochtenddienst · Olivier · De Orde van de Nacht · Parels van de nacht · Partij voor de Vrijdag · (P)laatwerk · RabRadio · Radio op 'n broodje · Rob · Rob & Wijnand en de Ochtendshow · Sanderdome · Sanders Vriendenteam · Saskia en Olivier · Slapen is voor Losers! · Slapen kan altijd nog · De Steen en Been Show · Studio Saskia · Superrradio · Tannaz · Thijs · Timur op 3FM · Vera on Track · Vier Sas! · Vrij · Weekend Wijnand · Wijnand · @Work · Xnoizz